# ادری (چاد)
ادری (به عربی: أدری) شهری در چاد است که در Assoungha Department واقع شده‌است. ادری ۱۲٬۵۷۱ نفر جمعیت دارد.

## جمعیت‌شناسی
| سال  | جمعیت |
| ---- | ----- |
| ۱۹۹۳ | ۸۷۸۳  |
| ۲۰۰۸ | ۱۲۵۷۱ |